# Band From TV
Band from TV (Band From TV Global Charity Trust) es un grupo musical de rock creado para la labor humanitaria. Sus componentes son actores de series de la televisión norteamericana que donan las ganancias de sus actuaciones y grabaciones a la organización benéfica que escojan.

## Miembros actuales
- Teri Hatcher (de Desperate Housewives) - Vocal
- Bonnie Somerville (de Cashmere Mafia y el personaje de Mona en Friends) - Vocal
- Bob Guiney (de The Bachelor) - Vocal
- James Denton (de Desperate Housewives) - Guitarra
- Hugh Laurie (de House) - Teclado
- Greg Grunberg (de Héroes) - Batería
- Adrian Pasdar (de Héroes) - Guitarra
- Jesse Spencer (de House & One chicago) Violín
- Scott Grimes (de E.R. Sala de Urgencias) Teclado